# Nvidia RTX
Nvidia GeForce RTX (Ray Tracing shader eXtreme) — линейка графических процессоров компании Nvidia для использования в компьютерных играх, производстве фильмов и видеархитектуре и дизайне продуктов, научной визуализации. Nvidia RTX обеспечивает трассировку лучей в реальном времени. Исторически сложилось, что трассировка лучей предназначалась для задач, не работающих в реальном времени, таких как компьютерная графика в визуальных эффектах для фильмов и фотореалистичных рендерингов. Видеоиграм приходилось полагаться на прямое освещение и заранее рассчитанный рендеринг. Видеокарты серии RTX позволяют компьютерной графике создавать динамические сцены, реалистично реагирущие на освещение, тени и отражения в режиме реального времени. Видеокарты RTX работает на графических процессорах Nvidia Volta, Turing, Ampere и Ada Lovelace, в частности, используя ядра Tensor и новые ядра RT на Turing и его преемниках в архитектурах для ускорения трассировки лучей.
В марте 2019 года Nvidia объявила, что некоторые видеокарты серии GeForce 10 (Pascal) и GeForce 16 (Turing) получат поддержку подмножеств технологии RTX в будущих драйверах, хотя на функции и производительность будет влиять отсутствие у них выделенных аппаратных ядер для трассировки лучей.
В октябре 2020 года Nvidia анонсировала Nvidia RTX A6000 как первую видеокарту на базе архитектуры Ampere для использования на профессиональных рабочих станциях в линейке продуктов Nvidia RTX.
Nvidia работала с Microsoft над интеграцией поддержки RTX с Microsoft DirectX Raytracing API (DXR). RTX в настоящее время доступен через Nvidia OptiX и для DirectX. Для архитектур Turing и Ampere он также доступен для Vulkan.

## Составляющие
Помимо трассировки лучей, RTX включает в себя интеграцию с искусственным интеллектом, общие форматы ресурсов, поддержку растеризации (CUDA) и API-интерфейсы моделирования. Компоненты RTX:
- ИИ-ускоренные функции (NGX)
- Форматы активов (USD и MDL)
- Растеризация, включая расширенные шейдеры
- Трассировка лучей через OptiX, DirectX Raytracing[англ.] и Vulkan

- Инструменты моделирования:
  - CUDA 7.5 и выше
  - Flex
  - PhysX

## Разработка

### API, использующие RTX

#### Nvidia OptiX
Nvidia OptiX — часть Nvidia DesignWorks, высокоуровневый или «алгоритмический» API, предназначенный для инкапсуляции всего алгоритма, частью которого является трассировка лучей, а не только самой трассировки лучей. Это необходимо для того, чтобы движок OptiX мог выполнять более крупный алгоритм без изменений на стороне приложения.
Помимо рендеринга компьютерной графики, OptiX также помогает в оптическом и акустическом дизайне, исследованиях радиации и электромагнетизма, запросах искусственного интеллекта и анализе ударов.

## Список видеокарт Nvidia RTX
Nvidia выпустила множество видеокарт с поддержкой RTX, включая серии 20, 30 и 40, 50
- 20-я серия
  - GeForce RTX 2050 (мобильная)
  - GeForce RTX 2060
  - GeForce RTX 2060 SUPER
  - GeForce RTX 2070
  - GeForce RTX 2070 SUPER
  - GeForce RTX 2080
  - GeForce RTX 2080 SUPER
  - GeForce RTX 2080 Ti
- 30-я серия
  - GeForce RTX 3050
  - GeForce RTX 3050 Ti (мобильная)
  - GeForce RTX 3060
  - GeForce RTX 3060 Ti
  - GeForce RTX 3070
  - GeForce RTX 3070 Ti
  - GeForce RTX 3080
  - GeForce RTX 3080 Ti
  - GeForce RTX 3090
  - GeForce RTX 3090 Ti
- 40-я серия
  - GeForce RTX 4050 (мобильная)
  - GeForce RTX 4060
  - GeForce RTX 4060 Ti
  - GeForce RTX 4070
  - GeForce RTX 4070 SUPER
  - GeForce RTX 4070 Ti
  - GeForce RTX 4070 Ti SUPER
  - GeForce RTX 4080
  - GeForce RTX 4080 SUPER
  - GeForce RTX 4090 D
  - GeForce RTX 4090
- 50-Серия
  - GeForce RTX 5060
  - GeForce RTX 5060 Ti 8GB
  - GeForce RTX 5060 Ti 16GB
  - GeForce RTX 5070
  - GeForce RTX 5070 Ti
  - GeForce RTX 5080
  - GeForce RTX 5090
- Карты Titan
  - Nvidia Titan RTX
- Карты Quadro
  - Nvidia Quadro RTX A2000
  - Nvidia Quadro RTX A4000
  - Nvidia Quadro RTX A4500
  - Nvidia Quadro RTX A5000
  - Nvidia Quadro RTX A5500
  - Nvidia Quadro RTX A6000
  - NVIDIA RTX 6000Ada Generation